# Велика Волинь
Велика Волинь — історично-географічний регіон на північному заході України, південному заході Білорусі і сході Польщі. Знаходиться у межах сучасних Берестейської, Волинської, Житомирської, Львівської, Рівненської, Тернопільської, Хмельницької областей, Люблінського і Підляського воєводств. Складається з Волині (Старої Волині за Олександром Цинкаловським), Холмщини, Полісся і Підляшшя.
«Західне Побужжя належало до Волині й разом ці землі названо Велика Волинь. Це було за княжих часів.» (Максим Волинський)

### Назва
Почала активно використовуватися в кінці XX століття. Викристалізувалася в дослідницькому середовищі Інституту дослідів Волині. Одним із перших назву Велика Волинь став використовувати секретар Інституту, дослідник історії Волині Максим Бойко (псевда Максим Волинський, Роман Сосна). Широку відомість отримала після виходу в світ праці українського історика-економіста професора Володимира Трембіцького — «Позиція Великої Волині в Українській державі 1918 року».

### Інші назви
З ХІІІ ст. в латиномовних дипломатичних документах носило назву Володимирське королівство або Королівство Лодомерія (Lodomiria, Lodomeria, Lodomirien, Lodomeria); у 20-сер.30-х рр. XX ст. в український літературі використовували сполучення «Волинь, Холмщина, Полісся і Підляшшя» (ВХПіП); з сер.30-сер.50-х рр. XX ст. «Північно-західні українські землі» (ПЗУЗ).

### Територія і населення
За приблизними підрахунками В. Трембіцького, становить близько 122 тисяч км². Північний і західний кордони збігаються з північно-західними межами українського етносу. Південна-західна межа утворюється історичними межами Галичини. Південні і східні кордони найбільш дискусійні: для їх визначення використовують або адміністративні межі Волинської губернії, Волинського воєводства і Волинського князівства, або поширення волинських і поліських діалектів. У 1918 році його населення мало складати 7 млн. 149 тис. осіб. Із них 59% українці. Більшість віруючих — православні. Значно поширені неопротестантські церкви.

### Геополітичне значення
Роль Волинської держави у давньоруські часи вплинула на те, що в часи ВКЛ назви Верхня Волинь і Нижня Волинь використовували для означення територій значно більших за Волинське воєводство. Регіональне значення Великої Волині використано польськими сенаторами в процесі приєднання до Польського Королівства в травні 1569 року Волинського, Підляського, Брацлавського і Київського воєводств.

### Сучасність
Наприкінці ХХ — на початку XXI століття уявлення про регіон і його назву поширилося в середовищі житомирських, луцьких і рівненських краєзнавців. Згодом створено Житомирське науково-краєзнавче товариство дослідників Волині «Велика Волинь», яке очолює відомий український географ Костриця Микола Юхимович. Поняття використовують для назв наукових конференцій «Велика Волинь: історія і сучасність» (Житомир, 1993; Хмельницький-Ізяслав-Шепетівка, 1994; Рівне, 1991 і 2005; Житомир—Бердичів, 2001), луцької і рівненської книжкових виставок, луцького музичного фестивалю. Назва регіону фігурує також у альбомних презентаціях: «Сто святинь Великої Волині», «До футбольного Олімпу шляхами Великої Волині». За допомогою цього ж терміну регіональну дійсність описували часописи «Київська Русь» і «Ї». Певного поширення поняття отримало завдяки голові волинської облдержадміністрації Борисові Клімчуку. Свою діяльність міжобласна координаційна рада з питань науково-технічного та інноваційного розвитку Північно-західного регіону України презентує як інвестиційний проєкт «Велика Волинь».